# Luigi Boccherini

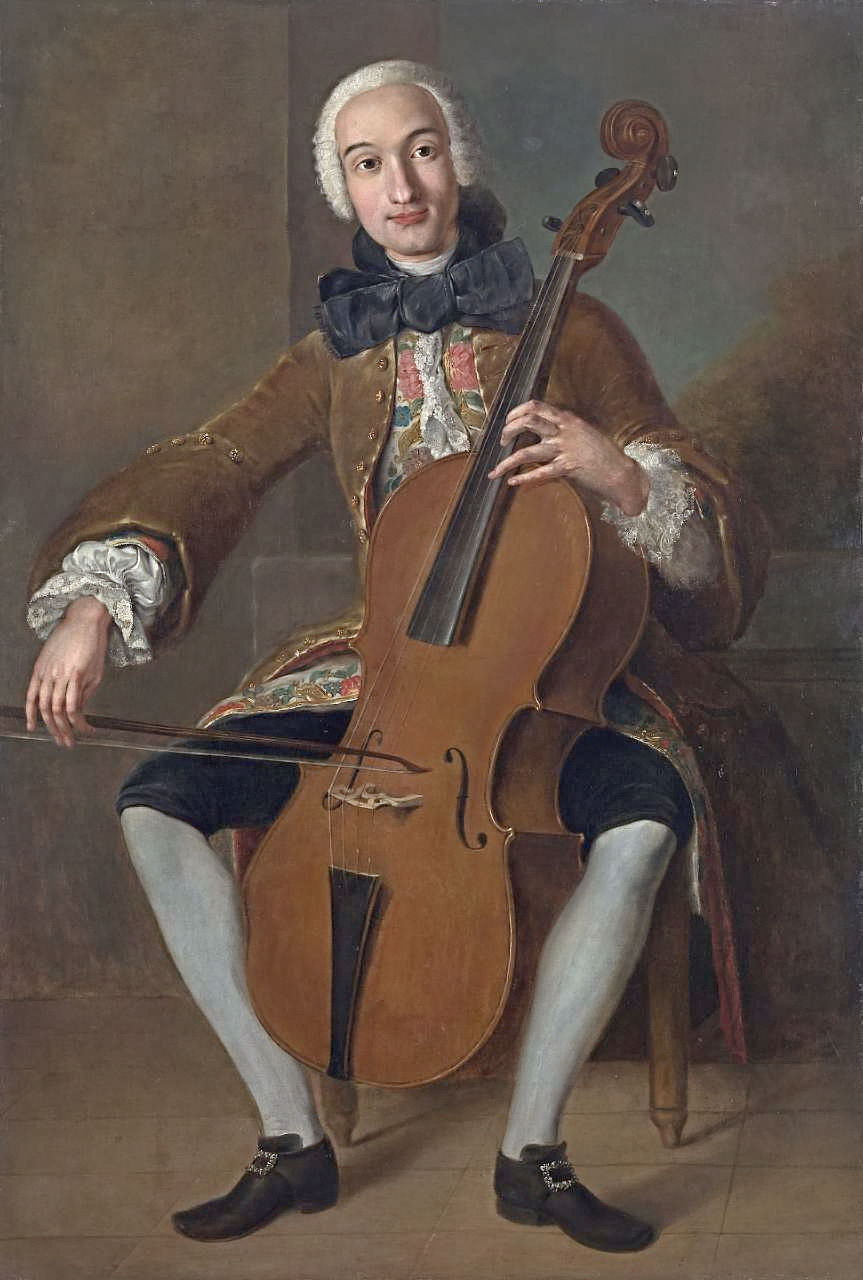
Luigi Boccherini (onbekende schilder, ca. 1764-1767)

Luigi Boccherini (Lucca, 19 februari 1743 – Madrid, 28 mei 1805) was een Italiaanse componist en cellist, de zoon van een contrabassist, van wie hij zijn eerste muzieklessen kreeg. In 1757 stuurde zijn vader hem naar Rome voor verder muziekonderricht. Na zijn terugkeer in Lucca speelde hij cello in het plaatselijke theaterorkest.
Tot 1764 was hij in hoofdzaak actief in Italië, hoewel hij 1757-1758, 1760-1762 en 1764-1765 in Wenen verbleef, waar hij een tijdelijke aanstelling had als cellist aan het hoforkest.
In 1765 kwam hij in contact met een van de toonaangevende componisten van de instrumentale muziek, de Milanese musicus Giovanni Battista Sammartini, met wie hij enige jaren samenwerkte.
Hij maakte uitgebreide tournees met de violist Filippo Manfredi in Oostenrijk en Frankrijk en oogstte veel succes in Parijs in 1767/1768 waar hij zijn eerste kamermuziek publiceerde.
Toch leverde dit aanvankelijke succes (in Parijs) geen vast werk op, zodat Boccherini en Manfredi de uitnodiging van de Spaanse ambassadeur in Parijs aanvaardden om naar Madrid te komen.
In 1769 vestigde hij zich in Madrid.
In 1778 werd hij aangenomen in het privéorkest van Don Luis (de broer van koning Karel III van Spanje) als componist en kenner van kamermuziek.
Nadat deze in 1785 overleed, werd hij benaderd door Frederik Willem II, koning van Pruisen, die hem in 1786 aanstelde op basis van een vast jaarlijks inkomen, met als tegenprestatie exclusief voor hem periodiek een serie kamermuziekwerken te componeren.
In datzelfde jaar kwam hij in aanraking met de hertog van Benavente Osasuna, die een privéorkest bezat, waar de succesvolste werken van die tijd op de talrijke muzikale soirees werden uitgevoerd.
Speciaal voor zo'n soiree componeerde hij zijn enige opera, La Clementina (1786), een Zarzuela, op het libretto van de dichter Ramón de la Cruz (1734-1794).
Het bekendst is wel zijn Menuet uit het strijkkwintet op. 11 nr. 5 (G. 275) voor strijkers, ook wel het menuet van Boccherini genoemd.
Hij componeerde een grote hoeveelheid kamermuziek, inclusief ruim honderd strijkkwintetten voor twee violen, altviool en twee celli (met als klassiek voorbeeld Op. 30 nr 6 (G.324), La musica notturna delle strade di Madrid), bijna honderd kwartetten voor strijkers en een aantal trio's voor strijkers, en sonates. Zijn composities voor orkest bevatten onder andere symfonieën en cello-concerten.
Hij overleed in armoede op 62-jarige leeftijd in Madrid, waar hij op 1 juni 1805 werd begraven.